# Sydafrikas Grand Prix 1970
Sydafrikas Grand Prix 1970 var det första av 13 lopp ingående i formel 1-VM 1970.

## Resultat
1. Jack Brabham, Brabham-Ford, 9 poäng
2. Denny Hulme, McLaren-Ford, 6
3. Jackie Stewart, Tyrrell (March-Ford), 4
4. Jean-Pierre Beltoise, Matra, 3
5. John Miles, Lotus-Ford, 2
6. Graham Hill, R R C Walker (Lotus-Ford), 1
7. Henri Pescarolo, Matra
8. John Love, Team Gunston (Lotus-Ford)
9. Pedro Rodríguez, BRM
10. Jo Siffert, March-Ford
11. Peter de Klerk, Team Gunston (Brabham-Ford)
12. Dave Charlton, Scuderia Scribante (Lotus-Ford) (varv 73, motor)
13. Jochen Rindt, Lotus-Ford (72, motor)

### Förare som bröt loppet
- Jacky Ickx, Ferrari (varv 60, motor)
- John Surtees, McLaren-Ford (60, motor)
- George Eaton, BRM (58, motor)
- Johnny Servoz-Gavin, Tyrrell (March-Ford) (57, motor)
- Bruce McLaren, McLaren-Ford (39, motor)
- Piers Courage, Williams (De Tomaso-Ford) (39, olycka)
- Mario Andretti, STP Corporation (March-Ford) (26, överhettning)
- Rolf Stommelen, Auto Motor und Sport (Brabham-Ford) (23, motor)
- Jackie Oliver, BRM (22, växellåda)
- Chris Amon, March-Ford (14, överhettning)